# Мадаполам

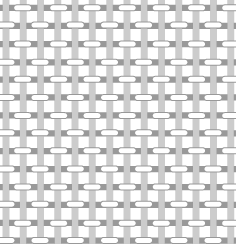
Полотняное переплетение мадаполама

Мадапола́м — лёгкая хлопчатобумажная ткань полотняного плетения.
Материал впервые был изготовлен в Индии в районе Мадаполам города Нарсопура (штат Андхра-Прадеш), который и дал название ткани.
Выпускается преимущественно отбеленным, реже — цветным. Переплетение — полотняное. Сырьём для неё служит миткаль. Используется для нательного и постельного белья. Плотность составляет 40×31 нити на 1 см. Для придания гладкости и глянцевитой поверхности обычно подкрахмаливается. Мадаполам более мягкой отделки называется муслином.